# Sichuanosuchus
Sichuanosuchus – rodzaj krokodylomorfa z grupy Protosuchia żyjącego w późnej jurze i prawdopodobnie również we wczesnej kredzie na obecnych terenach Chin. Gatunek typowy, S. huidongensis, został opisany w 1995 roku przez Penga Guangzhao w oparciu o niemal kompletny szkielet odkryty w górnojurajskich osadach formacji Shangshaximiao na terenie Basenu Syczuańskiego. Sichuanosuchus osiągał niewielkie rozmiary – czaszka mierzyła około 6,1 cm długości u gatunku typowego i około 6,7 cm u S. shuhanensis, opisanego w 1997 roku przez Wu Xiaochuna, Hansa-Dietera Suesa i Donga Zhiminga. S. shuhanensis żył później – osady, w których odnaleziono jego szczątki, są datowane na prawdopodobnie wczesną kredę. Sichuanosuchus poruszał się czworonożnie, przednie kończyny były stosunkowo długie i smukłe. Heterodontyczne uzębienie z dużymi zębami odpowiadającymi kłom oraz bocznie spłaszczonymi i piłkowanymi zębami znajdującymi się za nimi dowodzi, że Sichuanosuchus odżywiał się mięsem. Prawdopodobnie prowadził wodny tryb życia.